# お笑い成人式
『お笑い成人式』（おわらいせいじんしき）は、2020年より開催されている、芸歴20年以上の漫才師によるコンテストである。BSフジが主催・放送をしており、第3回まではBSフジ開局20周年記念として放送されている。

## 概要
お笑いの世界に入り20年以上、いわば芸歴の「成人」を迎えた「無冠の成人芸人」が珠玉の漫才を披露し、優勝者を決定するコンテストとして開催されている。
優勝者は次大会までBSフジのキャンペーンボーイに任命される。

## 歴代優勝者
第1回（2020年3月＜2020年3月21日放送＞）マシンガンズ

第2回（2020年11月＜2021年1月1日放送＞）磁石

第3回（2021年11月＜2022年1月1日放送＞）磁石

第4回（2022年12月＜2023年1月7日放送＞）イシバシハザマ

第5回（2023年12月＜2024年1月3日放送＞）ロビンフット